# آلفين مندوزا
آلفين مندوزا (بالإسبانية: Alvin Mendoza)‏ (27 يوليو 1984 بمدينة مكسيكو في المكسيك - ) هو لاعب كرة قدم مكسيكي في مركز الدفاع. شارك مع منتخب المكسيك تحت 20 سنة لكرة القدم. أما مع النوادي، فقد لعب مع نادي أمريكا ونادي سان لويس وتيبورونيس روخوس دي فيراكروز و واستوديانتس دي التاميرا ‏ وDeportivo Coatepeque ‏ ونادي كيريتارو.

## وصلات خارجية
- آلفين مندوزا على موقع الاتحاد الدولي (مؤرشف)  (الإنجليزية)
- آلفين مندوزا على موقع قاعدة بيانات كرة القدم.إي يو (الإنجليزية)
- آلفين مندوزا على موقع Soccerway.com (الإنجليزية)